# Яремчук Ігор Володимирович
І́гор Володи́мирович Яремчу́к (* 27 квітня 1967, Нова Ушиця Хмельницької області) — український графік. Член Національної спілки художників України (від 1992 року).

## Біографічні відомості
Батько Володимир Андрійович Яремчук у 1970–1998 роках працював у Кам'янець-Подільському районі в партійних органах та в органах місцевого самоврядування (голова райвиконкому, голова районної державної адміністрації).
Ігор Яремчук від 1970 року жив у Кам'янці-Подільському, навчався в середніх школах № 5 та № 2. Закінчив Кам'янець-Подільську міську дитячу художню школу.
1992 року закінчив графічне відділення Української академії мистецтв (майстерня вільної графіки).
Видав збірник графіки (10 репродукцій, 1992–1995).